# شكران مرتجى
شكران مرتجى (12 ديسمبر 1970)، ممثلة سورية من أصل فلسطيني.

## عن حياتها
ولدت في مدينة الطائف في السعودية لأب فلسطيني من غزة وأم سورية جدتها لوالدها مغربية وجدتها لوالدتها تركية. ثم انتقلت إلى دمشق. وعاشت مع عائلتها في منطقة الزبداني، وحصلت على الجنسية السورية بعام 2012 ولم تغادر سوريا خلال الحرب، وقامت بالكثير من النشاطات الإنسانية (مثل: حملات تبرع بالدم وزيارة جرحى الحرب)، وتعرض منزلها في قرية بقين للدمار خلال الحرب.

### حياتها الأسرية
تزوجت من الممثل السوري علاء قاسم وانفصلا بعد سنوات ولم ترزق منه بأطفال.

## مشوارها المهني
في مرحلة الدراسة الثانوية اشتركت في نشاط التمثيل بمسرح المدرسة، وكان أول وقوف لها على المسرح من خلال مسرحية «فرعون لا يشبه الفراعنة»، وبعد أن أنهت دراستها الثانوية التحقت في «المعهد العالي للفنون المسرحية» وذلك بعام 1993 وكانت أول فرصة عمل تلفزيونية فعلية لها عندما قامت بشخصية انتصار في مسلسل عيلة خمس نجوم، لكن الشهرة تحققت بعد قيامها بشخصية السكرتيرة "أمل جمال" في مسلسل "يوميات جميل وهناء" إلى جانب النجم أيمن زيدان والنجمة المعتزلة نورمان أسعد، وفي 1999 حققت نجاحا كبيرا بشخصية "طرفة العبد" في مسلسل "دنيا" إلى جانب النجمة أمل عرفة، كما قامت بتقديم عدد من البرامج منوعة على أكثر من قناة في مشوارها الفني.

## أعمالها

### المسلسلات
- (1993) يوميات ظريفة
- (1994) عيلة خمس نجوم بدور «انتصار»
- (1994) فارس في المدينة
- (1995) خان الحرير 1
- (1996) أيام الغضب
- (1997) عيلة 7 نجوم بدور «غادة»
- (1997) هوى بحري
- (1997) يوميات جميل وهناء بدور «أمل»
- (1997) عودك رنان
- (1998) الثريا
- (1998) إخوة التراب 2
- (1998) عيلة 8 نجوم بدور «ميسون»
- (1998) خان الحرير 2
- (1998) الفندق بدور «امتثال»
- (1999) الفصول الأربعة 1 بدور «سلام»
- (1999) دنيا 1 بدور «طرفة العبد»
- (1999) بطل من هذا الزمان بدور «افتكار (سناء)»
- (1999) لو كنت مكاني
- (2000) قصص الغموض بدور «ضيفة ح8»
- (2000) ليل المسافرين
- (2000) أنت عمري بدور «سهام»
- (2001) بقعة ضوء 1
- (2001) امبراطورية نون
- (2001) أنا وأبنائي
- (2001) يوميا فريد وفردوس
- (2001) يوميات فريد وفردوس
- (2001) بيت العيلة
- (2001) لشو الحكي
- (2001) زيتون وزنون
- (2001) ألو جميل ألو هناء بدور «أمل جمال»
- (2001) 2×2 بدور «لينا»
- (2001) تمر حنة بدور «ابتكار»
- (2002) السفينة
- (2002) مدام دبليو
- (2002) بقعة ضوء 3
- (2002) صقر قريش بدور «ضيفة حلقات»
- (2003) الهروب إلى القمة بدور «نورا»
- (2003) خبز وملح
- (2003) بنات اكريكوز بدور«ضيفة شرف»
- (2003) ذكريات الزمن القادم بدور «اساور»
- (2003) بيت العز
- (2004) هومي هون بدور «صباح»
- (2004) بقعة ضوء 4
- (2004) هالحكي
- (2004) مرزوق على جميع الجبهات
- (2004) عصر الجنون بدور«زينب»
- (2004) عالمكشوف
- (2004) بقعة ضوء 5
- (2005) عصى الدمع بدور «رزة»
- (2005) خمسة و خميسة بدور «ضيفة حلقة واحدة»
- (2005) عصام ورشا
- (2006) انتقام الوردة بدور «ليلى»
- (2006) الاستاذ
- (2006) أيام الولدنة
- (2006) وشاء الهوى
- (2006) الوزير وسعادة حرمه
- (2007) كاني وماني
- (2007) جرن الشاويش بدور «نسيبة»
- (2007) الهاربة بدور «فرح»
- (2007) على حافة الهاوية بدور «دلال»
- (2008) ليس سرابا بدور «مادلين»
- (2008) دندرمة
- (2008) باب الحارة 3 بدور «ام بدر»
- (2008) وجه العدالة بدور «المحتمية نسرين /حلقة المخدوع»
- (2008) الحوت بدور «وهيبة»
- (2008) ابن قزمان بدور «ميمونة»
- (2008) بقعة ضوء 6
- (2008) أهل الراية بدور «فهمية»
- (2008) رصيف الذاكرة
- (2008) ليل ورجال
- (2008) أولاد القيمرية بدور «منتهى»
- (2008) الحصرم الشامي 2 بدور «نظيرة»
- (2008) هيك تجوزنا بدور «عدة شخصيات»
- (2009) قلوب صغيرة بدور «أم علاء»
- (2009) مرسوم عائلي بدور «ميساء»
- (2009) اذاعة فيتامين بدور «افتخار»
- (2009) منمنمات عائلية
- (2009) حكواتي كافيه بدور «ام ايمان»
- (2009) أم الحالة
- (2009) باب الحارة 4 بدور «أم بدر»
- (2010) سكتم بكتم بدور «أم نجوى»
- (2010) هي دنيتنا
- (2010) أهل الراية 2: شهامة الرجال بدور «فهمية - ضيفة شرف»
- (2010) الصندوق الأسود بدور «منتهى»
- (2010) باب الحارة 5 بدور «أم بدر»
- (2010) صبايا2 بدور «ضيفة حلقة واحدة»
- (2010) تقاطع خطر بدور «جميلة»
- (2010) تيمور 1
- (2010) أبو جانتي بدور «سعاد»
- (2011) ولادة من الخاصرة بدور «أم الزين»
- (2011) آخر خبر
- (2011) طالع الفضة بدور «فريزة»
- (2011) السالب والموجب
- (2011) الخربة بدور «عطرشان»
- (2011) بقعة ضوء 8 بدور «شخصيات متعددة»
- (2011) ولادة من الخاصرة2: ساعة الجمر بدور «أم الزين»
- (2011) بقعة ضوء 9
- (2011) أبو جانتي 2 بدور «سعاد»
- (2012) بيت عامر
- (2012) سيت كاز
- (2012) الأميمي بدور «أم عبدو»
- (2012) المفتاح بدور «حنان»
- (2012) ما بتخلص حكايتنا
- (2012) نساء من هذا الزمن
- (2012) حدود شقيقة بدور «خدوج»
- (2013) وطن حاف
- (2014) خف علينا
- (2014) باب الحارة 6 بدور «فوزية»
- (2014) فيتامين
- (2014) عائلة من زمان
- (2014) بقعة ضوء 10 بدور «شخصيات متعددة»
- (2015) بانتظار الياسمين
- (2015) دنيا 2 بدور «طرفة العبد»
- (2015) حارة المشرقة: بدور «جفرا».
- (2015) باب الحارة 7 بدور «فوزية»
- (2016) خاتون بدور «الداية»
- (2016) باب الحارة 8 بدور «فوزية»
- (2016) سوا
- (2016) زوال
- (2017) خاتون 2 بدور «الداية أم جبري»
- (2017) باب الحارة 9 بدور «فوزية»
- (2017) ترجمان الأشواق بدور «وصال»
- (2017) مذكرات عشيقة سابقة
- (2017) وردة شامية بدور «شامية»
- (2018) الواق واق
- (2019) سلاسل دهب بدور «الداية أم فوزي»
- (2019) بقعة ضوء
- (2020) ميادة وولادا
- (2021) الكندوش
- (2021) ضيوف على الحب
- (2021) حارة القبة
- (2021) أسرار
- (2022) الكندوش 2
- (2022) الفرسان الثلاثة
- (2022) مع وقف التنفيذ
- (2022) أبجد هلوس 2
- (2022) بقعة ضوء 15
- (2022) حوازيق
- (2022) مع وقف التنفيذ بدور «سكر»
- (2023) حارة القبة
- (2023) زقاق الجن
- (2023) صبايا
- (2023) السرايا
- 2024:لعبة حب  بدور فريدة

### سهرات تلفزيونية
- (1994): وقائع وأحلام فرج
- (1994): الرحلة
- (1994): سبع طوابق

### من الأفلام
- (1995): صعود المطر
- (2009): بعد منتصف الليل
- (2014): فيتامين.
- (2015): مشروع السعادة
- (2015): انتظار
- (2015): طابة أمل
- (2016): ولعانة
- (2017): رجل وثلاثة أيام
- (2019): دمشق - حلب

### تقديم البرامج
- (2000-2005): سي بي إم
- (2006): سوالفنا حلوة.
- (2006): أنا تفاحة
- (2009): شكران يا.
- (2019): كاش مع النجوم.[7]
- (2023):14

### من المسرحيات
- (1993): النو.
- (1994): حلاق بغداد.
- (1994): سفر برلك.
- (1995): الفول.
- (1996): مات ثلاث مرات.
- (2000): الرجل المتفجر.
- (2008): سوبر ماركت.
- (2009): سمح في سوريا.
- (2015): الطيب والشرير والجميلة.

## مشاركتها في ديو المشاهير
في نوفمبر 2015 شاركت بالموسم الرابع من برنامج ديو المشاهير على بث على قناتي إم تي في اللبنانية وإم بي سي 1 لدعم إحدى الجمعيات الخيرية السورية ، وقد حصلت على المركز الثالث فيه.

## آرائها
عُرفت منذ بداية الأحداث في سوريا بتأييدها للرئيس بشار الأسد. اشتهرت في مطلع 2019 بعد منشور على الفيسبوك توجهت فيه إلى الرئيس بشار الأسد شاكية تردي الأوضاع المعيشية وفقدان عدد من الخدمات الأساسية في البلاد مطالبه إياه بالتدخل. كان هناك من أيدها على هذا المنشور وهناك من اعتبر أنها تسعى خلف الشهرة. أشارت في مقابلة في برنامج قصة حلم إلى أنها قد تكون قد أخطأت بمخاطبة رئيس البلاد مباشرة وأنها لا تسعى للشهرة لأنها مشهورة أصلاً وأن كل شيء متعلق ببلدها هو خط أحمر. حيث بدت آسفة على منشورها لما أثاره من لغط.
تعرضت لحادث سير في 18 يناير 2019، حيث كانت برفقة ابنه شقيقتها، تعرضت فيه لأضرار طفيفة. أرجعت شكران سبب الحادث إلى الطقس السيئ والتعب اللذان جعلاها تفقد التركيز. كان هذا الحادث بعد حوالي 10 أيام من منشورها على الفيسبوك ما جعل البعض يعتقد أن الحادث مدبر بسبب انزعاج البعض من المنشور لكنها نفت ذلك تماماً في مقابلتها مع رابعة في برنامج قصة حلم.

## وصلات خارجية
- شكران مرتجى على موقع IMDb (الإنجليزية)
- شكران مرتجى على موقع قاعدة بيانات الأفلام العربية
- شكران مرتجى على موقع قاعدة بيانات الفيلم (الإنجليزية)